# Fauzia Abdoelrahman
Fauzia Gatoen Abdoelrahman gehuwd Salaroe (Paramaribo, 10 oktober 1982) is een Surinaams technoloog, leraar, radio- en televisiepresentator en journalist.

## Biografie
Fauzia Abdoelrahman studeerde aan de Anton de Kom Universiteit van Suriname en  behaalde een bachelorgraad in elektrotechniek en een mastergraad in duurzaam management van natuurlijke hulpbronnen. Ze is sinds 2011 verbonden aan het Natuurtechnisch Instituut (Natin) als leraar elektrotechniek.
Daarnaast is ze vanaf 2012 werkzaam als radio- en televisiepresentator bij RBN (Rapar Broadcasting Network) waar zij haar eigen praatprogramma heeft. Ook presenteerde ze muziekprogramma's, zoals aanvankelijk RBN's Top 10 Hitparade op de radio en later de Top 50 op radio en televisie. Ze schrijft ook regelmatig artikelen voor het Dagblad Suriname, een dochteronderneming van RBN.
Ze is sinds 2022 ondervoorzitter van de afdeling Nieuw-Amsterdam van de Nationale Partij Suriname (NPS). Tijdens de verkiezingen van 2025 was ze op plaats 25 verkiesbaar.
Ze heeft nog twee jongere zusjes. Ze is op 29 september 2012 getrouwd en samen hebben ze drie kinderen.